# 't Zwart Beerke

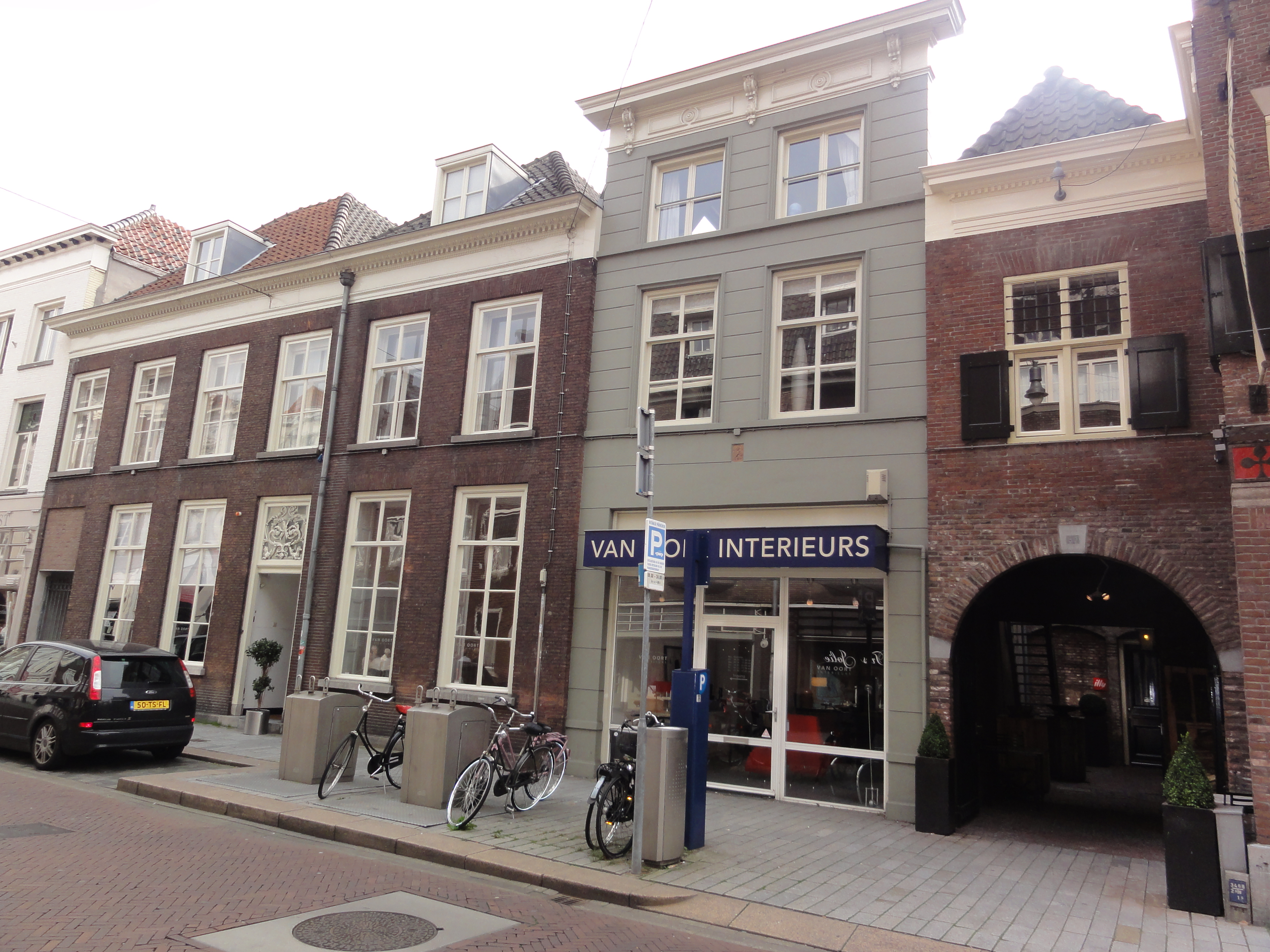
Vughterstraat 98, 100, 102. Links is 't Zwart Beerke.

 't Zwart Beerke is de naam van het herenhuis aan de Vughterstraat 98 in de binnenstad van 's-Hertogenbosch. Het pand is een rijksmonument.
Er wordt al melding gemaakt in 1591 van het pand, dat toen nog een pastorie was. Later in de retorsieperiode werd het pand gebruikt als schuilkerk.